# ضيدان المطيري
ضيدان مطلق المطيري، لاعب كرة قدم سعودي، يلعب في خط الهجوم.
لعب في الفئات السنية في نادي الباطن و انظم إلى نادي الشباب في عام 2019 و أعير إلى نادي الباطن في عام 2023.